# Mulciber linnei
Mulciber linnei är en skalbaggsart som beskrevs av Thomson 1864. Mulciber linnei ingår i släktet Mulciber och familjen långhorningar. Inga underarter finns listade i Catalogue of Life.